# Ковин (община)

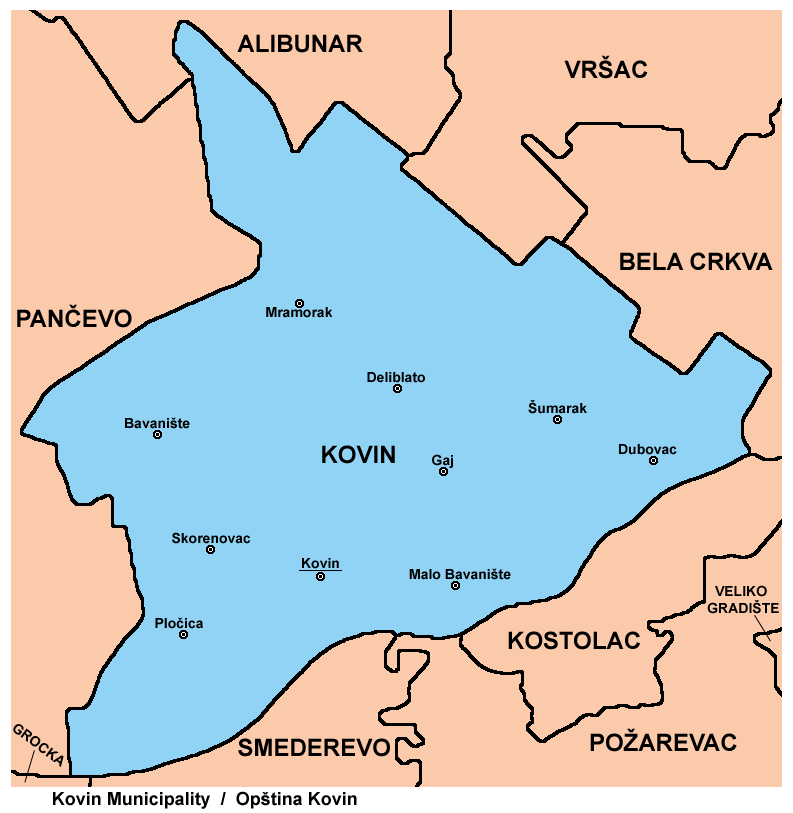

Общи́на Ко́вин (серб. Општина Ковин) — община в Сербії, в складі Південно-Банатського округу автономного краю Воєводина. Адміністративний центр — містечко Ковин.

## Населення
Згідно з даними перепису 2002 року в общині проживало 36 802 особи, з них:
- серби — 76,8%
- угорці — 9,3%
- румуни — 3,7%
- цигани — 3,1%

## Населені пункти
Община утворена з 10 населених пунктів (1 містечка та 9 сіл):
| №  | Населений пункт | Площа, км² | Населення, осіб (2002, перепис) |
| -- | --------------- | ---------- | ------------------------------- |
| 1  | Баваніште       | 90,8       | 6 106                           |
| 2  | Гай             | 92,81      | 3 302                           |
| 3  | Деліблато       | 164,0      | 3 498                           |
| 4  | Дубоваць        | 108,62     | 1 283                           |
| 5  | Ковин3          | 84,9       | 14 250                          |
| 6  | Мале Баваніште  | 92,81      | 420                             |
| 7  | Мраморак        | 87,8       | 3 145                           |
| 8  | Плочиця         | 42,6       | 2 044                           |
| 9  | Скореноваць     | 54,5       | 2 574                           |
| 10 | Шумарак         | 108,62     | 180                             |

1 — подано разом
2 — подано разом
3 — містечко